# Suore di Santa Marcellina
Le suore di Santa Marcellina sono un istituto religioso femminile di diritto pontificio: i membri di questa congregazione, dette popolarmente marcelline, pospongono al loro nome la sigla I.M.

## Storia
La congregazione è intitolata a santa Marcellina, sorella ed educatrice dei santi Ambrogio e Satiro: venne fondata da Luigi Biraghi (1801-1879) che, il 22 settembre 1838, introdusse la sua collaboratrice Marina Videmari e quattro sue compagne in una casa di Cernusco sul Naviglio che aveva intenzione di adibire a collegio; nel 1841 venne aperto una seconda scuola a Vimercate.
L'arcivescovo di Milano Carlo Bartolomeo Romilli, ottenuta l'autorizzazione dell'imperatore Francesco Giuseppe I, dichiarò canonicamente eretta la "Congregazione delle Orsoline sotto l'invocazione di Santa Marcellina" con decreto del 13 settembre 1852.
L'istituto ottenne il pontificio decreto di lode da papa Leone XIII il 5 febbraio 1897 e venne approvato definitivamente dalla Santa Sede il 25 luglio 1899.
Biraghi è stato beatificato a Milano il 30 aprile 2006.

## Attività e diffusione
Le marcelline si occupano dell'istruzione e dell'educazione cristiana della gioventù e si dedicano all'apostolato missionario.
Oltre che in Italia, sono presenti in Gran Bretagna, in Svizzera, in Albania, in Benin, in Canada, in Messico e in Brasile: la sede generalizia è a Milano.
Al 31 dicembre 2020, la congregazione contava 402 religiose in 46 case.